# Don Donald
Série Donald Duck
Pour plus de détails, voir Fiche technique et Distribution.
Don Donald est un court métrage d'animation américain des studios Disney avec Donald Duck, sorti le 16 janvier 1937.
Il s'agit du premier court-métrage de la série Donald Duck. Il marque également la première apparition de la partenaire féminine de Donald, Daisy Duck sous le nom de Donna Duck.

## Synopsis
Donald arrive dans le décor romantique du Mexique. Il chantonne en jouant de la guitare sur le dos d'un mulet qui le mène voir Donna Duck, une canne au fort tempérament qu'il courtise de tous ses efforts. Afin d'impressionner la demoiselle, Donald échange son mulet contre une petite voiture rutilante. Donald parvient à impressionner la belle et à l'emmener faire une virée dans le désert.
Mais la voiture développe des « problèmes d'humeurs ». Heureusement le mulet s'était échappé et avait suivi le couple ce qui lui a permis d'aider Donald, étendu et bloqué sous la voiture par la demoiselle.

## Fiche technique
- Titre original : Don Donald
- Titre français : Don Donald
- Série : Donald Duck et Mickey Mouse
- Réalisation : Ben Sharpsteen assisté de Lou Debney[1]
- Scénario : Carl Barks, Jack Hannah, Webb Smith, Merrill De Maris, Otto Englander[1]
- Animation[1] : Dick Huemer (arrivée de Donald et chamaillerie avec Donna), Johnny Cannon (scène du patio et du cactus), Fred Spencer (arrivée de Donna, danse, début et fin de la scène avec la voiture et départ de Donald et Donna), Milt Schaffer (Donald et Donna en voiture), Jack Hannah (scène de la voiture dans le désert), Ugo D'Orsi (scène du cactus pensant), Al Eugster (poursuite en voiture dans le désert)
- Musique : Paul J. Smith
  - Chansons[1] :
    - A Gay Caballero (1928) de Frank Crumit et Lou Klein, chantée par Donald
    - Cielito Lindo (1919) de Quirini Mendoza y Cortéz
    - Mexican Hat Dance (El Jaribe Tapatío, 1919) de F.A. Partichela
    - Chapanecas (traditionnel)
- Production : Walt Disney
- Société de production : Walt Disney Productions
- Société de distribution : United Artists
- Format : Couleur (Technicolor) - 1,37:1 - Son mono (RCA Sound System)
- Durée : 8 min 2 s
- Langue : Anglais
- Pays :  États-Unis
- Dépôt de copyright : 18 décembre 1936
- Date de sortie :
  - États-Unis : 16 janvier 1937[2]

## Voix originales
- Clarence Nash : Donald Duck / Donna Duck

## Voix françaises
- Sylvain Caruso : Donald Duck
- ??? : Donna Duck

## À noter
- Annoncé pour le 9 janvier 1937, le film est présenté pour la première fois du 16 au 22 janvier 1937 à Dallas en première partie de Trois jeunes filles à la page d'Henry Koster puis du 27 mai au 9 juin 1937 au Radio City Music Hall de New York en première partie de This is my Affair de William A. Seiter[2].
- Prévu un temps dans la série Mickey Mouse[2], le générique mentionna finalement « Donald Duck », créant ainsi la série-homonyme.
- Jusqu'en mai 1936, le film devait faire partie de la série des Silly Symphonies. Le héros de l'histoire, confiée à Wilfred Jackson et prévue pour sortir en octobre 1935 sous le nom The Little Burro[1], devait être le mulet. Les autres personnages étaient anonymes. Ils furent remplacés par Donald et Donna, lorsque le projet échut à Ben Sharpsteen.
- Le film marque la première apparition au cinéma de Donna Duck, remplacée dès 1940 par Daisy Duck (L'Entreprenant M. Duck) qui lui ressemble comme deux gouttes d'eau. Par la suite, dans les bandes dessinées de Carl Barks, Donna deviendra la sœur de Daisy, mère de Lili, Lulu et Zizi.
- Le film figure dans le DVD Les Trésors de Walt Disney : Donald de A à Z, 1re partie (1934-1941).

## Titre en différentes langues
Source : IMDb
- Allemagne : Der Caballero Donald
- Finlande : Aavikon Aku, Aku Ankka ja auto, Aku Meksikossa, Don Aku
- Suède : Kalle Anka reser västerut